# Blyth Spur
Der Blyth Spur ist ein 620 m hoher Felssporn auf der westantarktischen James-Ross-Insel. Er erstreckt sich vom Dobson Dome in ostsüdöstlicher Richtung.
Der British Antarctic Survey nahm zwischen 1985 und 1986 geologische Untersuchungen vor. Das UK Antarctic Place-Names Committee benannte den Felssporn 1988 nach John Blyth (1923–1995), Koch bei der Operation Tabarin in Port Lockroy (1943–1944) und in der Hope Bay (1944–1945).